# Avenue du Général-Lemonnier
L’avenue du Général-Lemonnier est une voie dans le quartier Saint-Germain-l'Auxerrois du 1er arrondissement de Paris, en France.

## Situation

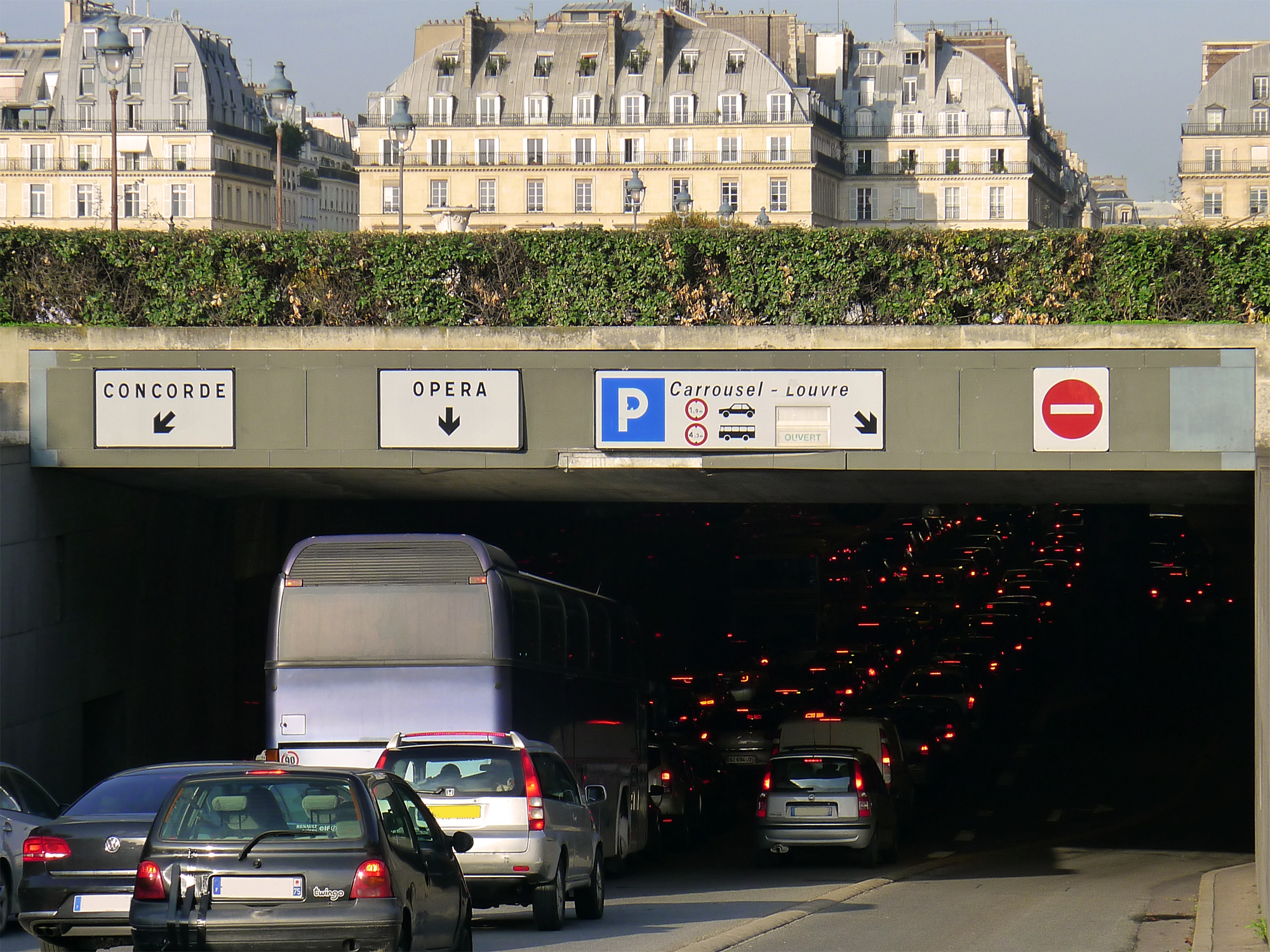
Passage sous les Tuileries.

L'avenue du Général-Lemonnier est une voie de Paris avec conduite à gauche partielle, soit à l'inverse du sens de la circulation à droite en vigueur en France. Elle est souterraine sur la majeure partie de son parcours, passant sous le jardin des Tuileries.

## Origine du nom
Elle porte le nom du général Émile Lemonnier (1893-1945).

## Historique
Cette voie a été ouverte vers 1877 sous le nom de « rue des Tuileries » ; elle était alors entièrement en surface, franchissant le jardin des Tuileries.
Elle devint ensuite l'« avenue Paul-Déroulède » en l’honneur de l'écrivain et homme politique Paul Déroulède (1846-1914). Il existe une autre avenue Paul-Déroulède à Paris, située dans le 15e arrondissement. Elle prend son nom actuel en vertu de l’arrêté du 25 mars 1957.

## Bâtiments remarquables et lieux de mémoire
- Au croisement avec le quai Aimé-Césaire (anciennement quai des Tuileries), au coin du jardin des Tuileries, se trouve sur un piédestal une statue de sphinge, dite « Sphinge de Sébastopol ». En marbre, elle fait 1,4 mètre de hauteur, 0,7 de largeur et 1,8 de profondeur. Commandée à Carrare (Italie) et réalisée en 1845, elle fait à l'origine partie d'un ensemble de deux sphinges qui étaient installées de chaque côté de l'escalier extérieur de la bibliothèque navale de Sébastopol, en Crimée, alors dans l'Empire russe. À la suite du siège de Sébastopol, dans le cadre de la victorieuse guerre de Crimée, elles sont saisies par le général Aimable Pélissier[2],[3],[4].
Rapportées en France, elles sont d'abord exposées dans la salle assyrienne du musée du Louvre mais le conservateur Adrien Prévost de Longpérier, les jugeant « très modernes et du plus mauvais style », réclame leur départ. En 1856, elles sont placées devant l'Orangerie des Tuileries, avec d'autres pièces du butin puis rentrées à l'intérieur du bâtiment pour la visite du tsar Alexandre II à l'Exposition universelle de 1867. Sous le Second Empire, entre 1865 et 1867, l'architecte Hector-Martin Lefuel les déplace devant le pavillon de Flore, dans une configuration où elles se font face, encadrant une grille permettant d'accéder aux jardins réservés du palais. En 1877, afin de créer la rue des Tuileries, actuelle avenue du Général-Lemonnier, la sphinge encore exposée de nos jours est déplacée plus à l'ouest. À la Libération de Paris (1944), elle subit des tirs, dont des traces sont encore visibles[2],[3],[4].
Lors des travaux du « Grand Louvre », en 1986, la statue côté est de la voie est retirée (demeure, sur la façade du pavillon de Flore, une trace de l'ancienne rambarde de pierre qui accueillait la sphinge). En restauration, elle doit être résinstallée sur un nouveau pilier annonce en 2020 la conservatrice chargée des sculptures des jardins du Louvre Emmanuelle Heran[5].

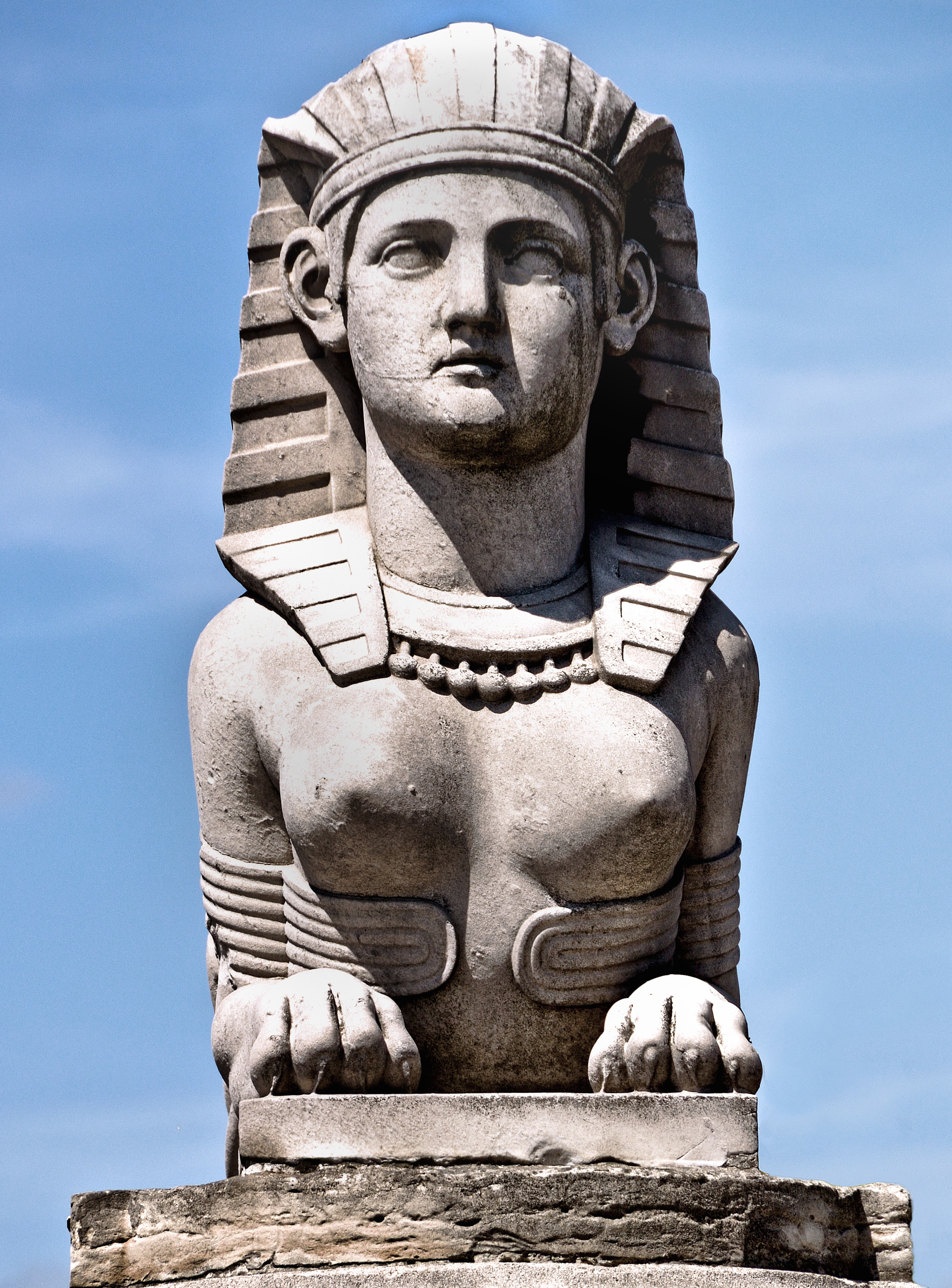
La statue de sphinge.
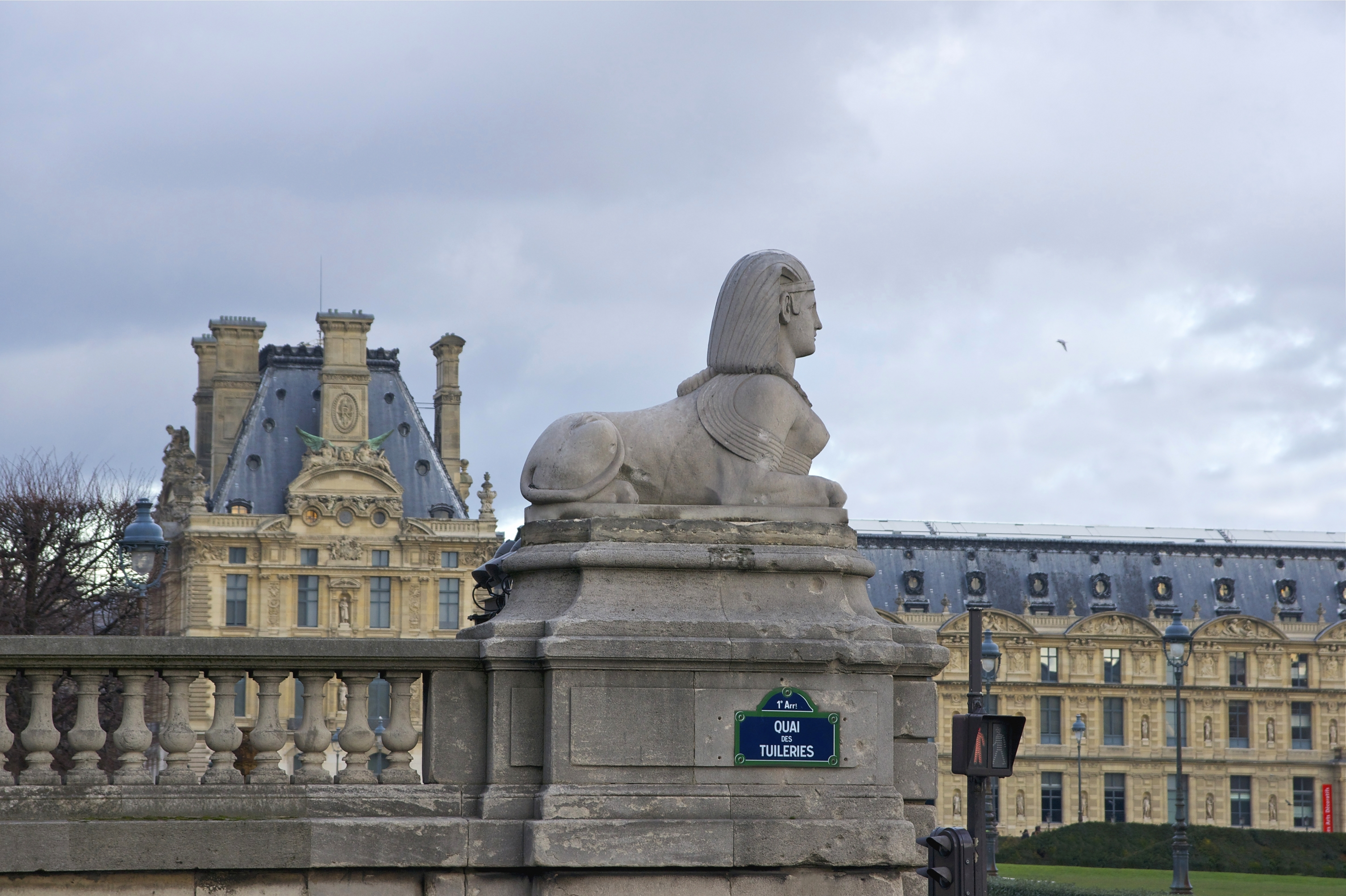
La statue de profil (avant le renommage du quai).

- Deux plaques commémoratives sont installées sur l'avenue :
  - La première au sud, à l'angle avec le quai Aimé-Césaire, sur le socle de la statue de la sphinge. Elle rend hommage au général Émile Lemonnier, décapité par les Japonais en 1945.
  - La seconde au nord, à l'angle avec la rue de Rivoli. Elle rend hommage au combattants des armées et de la résistance en Indochine française durant la Seconde Guerre mondiale.

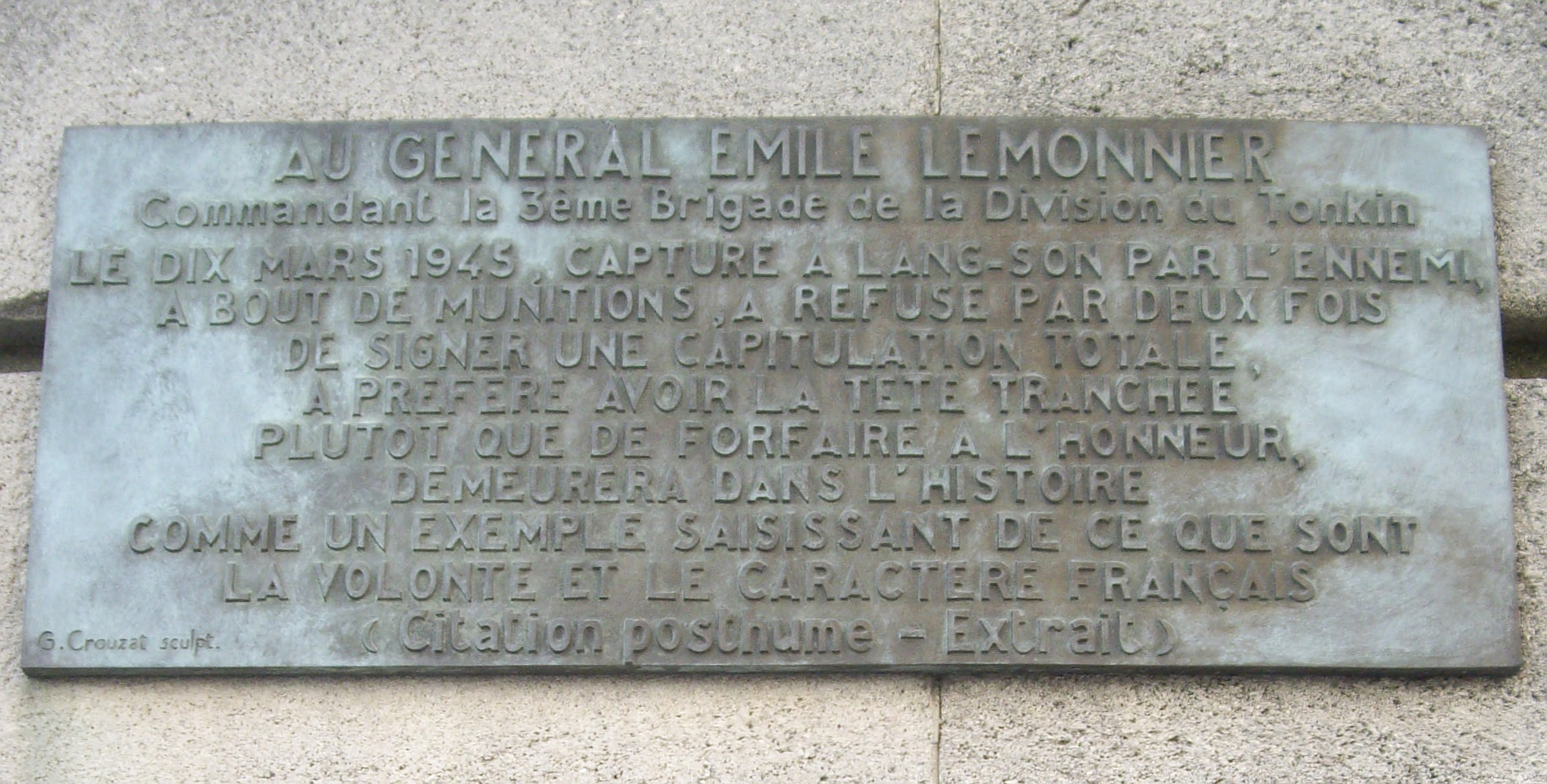
Plaque en hommage à Émile Lemonnier.
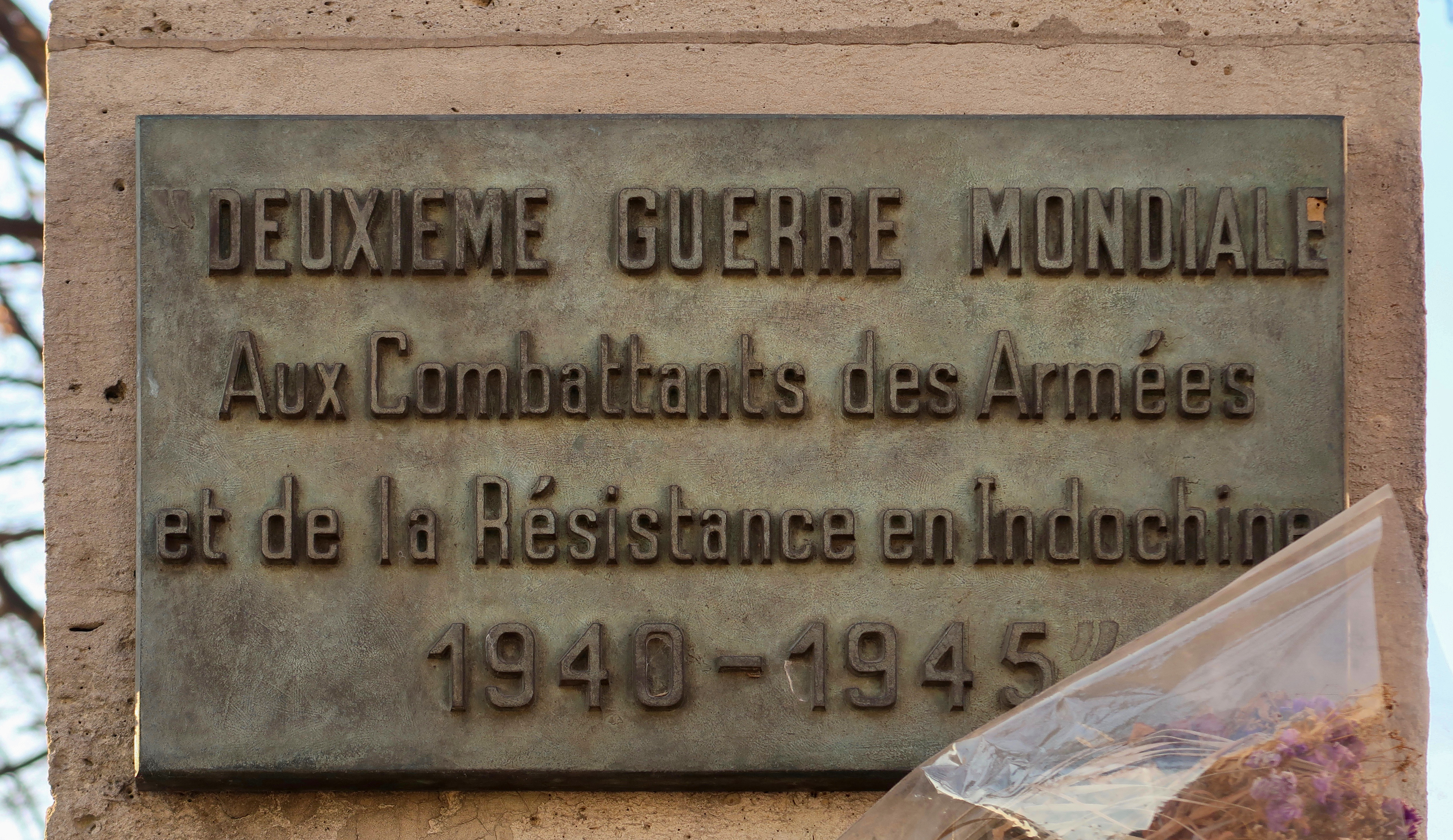
Plaque en hommage aux combattants d'Indochine.

## Dans la peinture

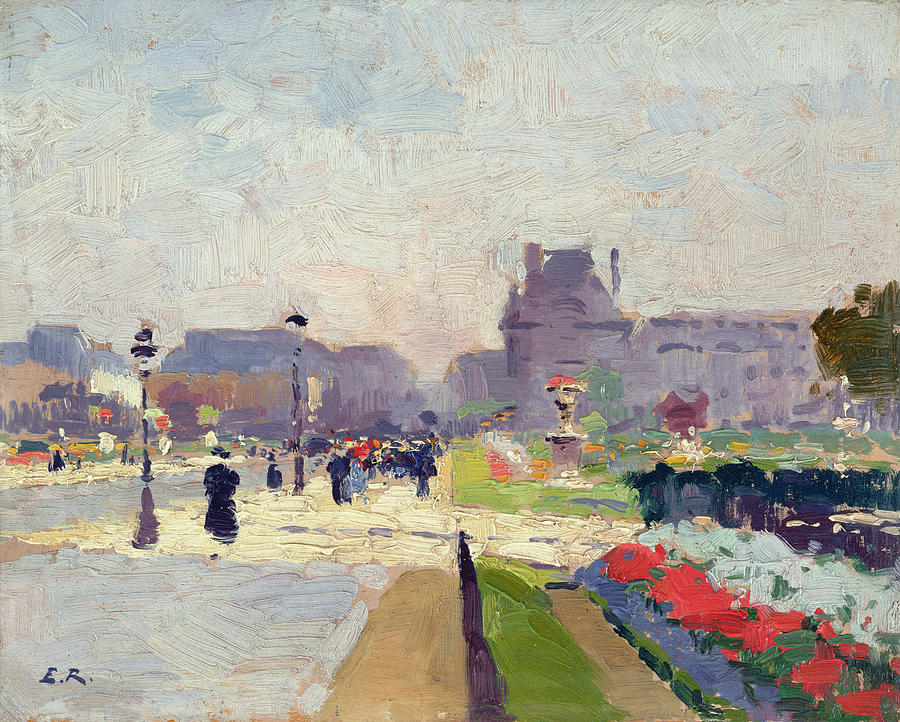

- Jules Ernest Renoux, Avenue Paul-Déroulède.

## Au cinéma
- Une scène du film La Mémoire dans la peau (2002) y est tournée.

## Pour approfondir